# Temporada do Sporting Clube de Portugal de 2017–18
Este artigo mostra as estatísticas do Sporting Clube de Portugal nas competições e jogos que disputou durante a temporada 2017-18.[carece de fontes?]

## Jogadores
| Guarda-Redes | Guarda-Redes | Guarda-Redes |
| Nº           | Nac.         | Nome         |
| ------------ | ------------ | ------------ |
| 1            | Portugal     | Rui Patrício |
| 18           | França       | Romain Salin |
| 82           | Portugal     | Pedro Silva  |

| Defesas | Defesas            | Defesas           |
| Nº      | Nac.               | Nome              |
| ------- | ------------------ | ----------------- |
| 4       | Uruguai            | Sebastián Coates  |
| 5       | Portugal           | Fábio Coentrão    |
| 6       | Portugal           | André Pinto       |
| 13      | Macedónia do Norte | Stefan Ristovski  |
| 15      | Gana               | Lumor             |
| 19      |                    | Douglas           |
| 22      | França             | Jérémy Mathieu    |
| 55      | Portugal           | Tobias Figueiredo |
| 92      | Itália             | Cristiano Piccini |

| Médios | Médios     | Médios            |
| Nº     | Nac.       | Nome              |
| ------ | ---------- | ----------------- |
| 7      | Portugal   | Rúben Ribeiro     |
| 8      | Portugal   | Bruno Fernandes   |
| 9      | Argentina  | Marcos Acuña      |
| 11     | Brasil     | Bruno César       |
| 14     | Portugal   | William Carvalho  |
| 16     | Argentina  | Rodrigo Battaglia |
| 20     | Costa Rica | Bryan Ruiz        |
| 25     | Sérvia     | Radosav Petrović  |
| 27     | Croácia    | Josip Mišić       |
| 37     | Brasil     | Wendel            |
| 66     | Portugal   | João Palhinha     |

| Avançados | Avançados       | Avançados      |
| Nº        | Nac.            | Nome           |
| --------- | --------------- | -------------- |
| 17        | Portugal        | Daniel Podence |
| 28        | Países Baixos   | Bas Dost       |
| 40        | Colômbia        | Fredy Montero  |
| 77        | Portugal        | Gelson Martins |
| 88        | Costa do Marfim | Seydou Doumbia |

## Pré-Temporada
Vitória
      Empate
      Derrota
| 5 Jul 2017 Amigável    | Sporting CP                | 2–0       | Cova da Piedade | Alcochete, Portugal        |  |
| 17:00 WEST (UTC+01:00) | Bas Dost · Matheus Pereira | Relatório |                 | Estádio: Academia Sporting |  |

| 7 Jul 2017 Amigável | Sporting CP       | 1–1 | C.F. Os Belenenses | Faro, Portugal                                           |  |
| 20:00 WEST (UTC+1)  | Leonardo Ruiz 62' |     | André Sousa 62'    | Estádio: Estádio Algarve Árbitro: João Capela (Portugal) |  |

| 12 Jul 2017 Amigável | Sporting CP                       | 2–1 | Fenerbahçe | Rennes, Suiça            |  |
| 20:30 CEST (UTC+2)   | Bas Dost 32' · Seydou Doumbia 75' |     |            | Estádio: Stade du Censuy |  |

| 13 Jul 2017 Amigável | Sporting CP | 0–3 | Valencia                                                 | Martigny, Suiça |  |
| 20:30 CEST (UTC+2)   |             |     | Fabián Orellana 23' · Rodrigo Moreno 28' · Nacho Gil 68' |                 |  |

| 15 Jul 2017 Amigável | Basileia                                                       | 3–2 | Sporting CP                               | Estavayer-le-lac, Suiça     |  |
| 19:15 CEST (UTC+2)   | Matías Delgado 34' (pen.) · Renato Steffen 43' · Kevin Bua 80' |     | Bas Dost 28' (pen.) · Matheus Pereira 78' | Estádio: Terrain Des Grèves |  |

| 18 Jul 2017 Amigável | Marseille             | 2–1 | Sporting CP               | Evian-les-Bains, França   |  |
| 19:30 CEST (UTC+2)   | Clinton N’Jié 2', 50' |     | Seydou Doumbia 71' (pen.) | Estádio: Camille Fournier |  |

| 22 Jul 2017 Amigável | Sporting CP                        | 2–1 | AS Monaco            | Lisboa, Portugal                                                                     |  |
| 19:30 WEST (UTC+1)   | Bruno Fernandes 32' · Bas Dost 43' |     | Guido Carrillo 90+1' | Estádio: Estádio José Alvalade Público: 40,488 Árbitro: Artur Soares Dias (Portugal) |  |

| 26 Jul 2017 Amigável | Sporting CP | 0–3 | Vitória de Guimarães                                   | Rio Maior, Portugal                                                           |  |
| 20:00 WEST (UTC+1)   |             |     | Óscar Estupiñán 14' · Paolo Hurtado 22' · Raphinha 85' | Estádio: Estádio Municipal de Rio Maior Árbitro: Artur Soares Dias (Portugal) |  |

| 29 Jul 2017 Troféu Cinco Violinos | Sporting CP  | 1–0 | Fiorentina | Lisboa, Portugal                                                                 |  |
| 18:00 WEST (UTC+1)                | Bas Dost 29' |     |            | Estádio: Estádio José Alvalade Público: 37,775 Árbitro: João Pinheiro (Portugal) |  |

## Competições

### Primeira Liga

#### Jogos
Atualizado em 16/03/2021. Época em que o Sporting ficou em 2º por ter sido "roubado" pelo seu rival de Lisboa
| 6 Ago 2017 1       | Desportivo das Aves | 0 – 2 | Sporting CP             | Vila das Aves                                                                       |  |
| 18:00 WEST (UTC+1) |                     |       | Gelson Martins 23', 75' | Estádio: Estádio do Clube Desportivo das Aves Público: 5,462 Árbitro: Tiago Martins |  |

| 11 Ago 2017 2      | Sporting CP         | 1 – 0 | Vitória de Setúbal | Lisboa                                                               |  |
| 20:30 WEST (UTC+1) | Bas Dost 86' (g.p.) |       |                    | Estádio: Estádio José Alvalade Público: 42,415 Árbitro: Bruno Paixão |  |

| 19 Ago 2017 3      | Vitória de Guimarães | 0 – 5 | Sporting CP                                                | Guimarães                                                                 |  |
| 18:15 WEST (UTC+1) |                      |       | - Fernandes 3', 60' - Bas Dost 21', 23' - Adrien Silva 85' | Estádio: Estádio D. Afonso Henriques Público: 22,936 Árbitro: Hugo Miguel |  |

| 27 Ago 2017 4      | Sporting CP                       | 2 – 1 | Estoril Praia         | Lisboa                                                               |  |
| 18:00 WEST (UTC+1) | Gelson Martins 4' · Fernandes 11' |       | Lucas Evangelista 85' | Estádio: Estádio José Alvalade Público: 45,367 Árbitro: Luís Godinho |  |

| 3 Set 2017 5       | Feirense                         | 2 – 3 | Sporting CP                                                  | Santa Maria da Feira                                                           |  |
| 19:00 WEST (UTC+1) | João Silva 69' · Peter Etebo 80' |       | Sebastián Coates 62' · Fernandes 64' · Bas Dost 90+8' (pen.) | Estádio: Estádio Marcolino de Castro Público: 5,449 Árbitro: Artur Soares Dias |  |

| 16 Set 2017 6         | Sporting CP                   | 2 - 0 | Tondela      | Lisboa                                                  |  |
| 20:30 GMT (UTC+00:00) | - Mathieu 12' - Fernandes 72' |       | {{{golos2}}} | Estádio: Estádio José Alvalade Árbitro: Manuel Oliveira |  |

| 23 Set 2017 7      | Moreirense  | 1–1       | Sporting CP         | Moreira de Cónegos                                                                                  |  |
| 18:15 WEST (UTC+1) | - Costa 43' | Relatório | Abarhoun 62' (o.g.) | Estádio: Parque de Jogos Comendador Joaquim de Almeida Freitas Público: 3,976 Árbitro: Luís Godinho |  |

| 1 Out 2017 8       | Sporting CP | 0–0                         | Porto | Lisboa                                                                |  |
| 19:15 WEST (UTC+1) | 3           | Esquemas táticos do futebol | 2     | Estádio: Estádio José Alvalade Público: 47,017 Árbitro: Carlos Xistra |  |

| 22 Out 2017 9      | Sporting CP                          | 5–1       | Chaves           | Lisboa                                                            |  |
| 20:15 WEST (UTC+1) | - Dost 6', 15', 75' - Acuña 39', 58' | Relatório | - Davidson 90+2' | Estádio: Estádio José Alvalade Público: 42,285 Árbitro: Rui Costa |  |

| 27 Out 2017 10     | Rio Ave | 0–1       | Sporting CP | Vila do Conde                                                |  |
| 20:30 WEST (UTC+1) |         | Relatório | Dost 85'    | Estádio: Estádio dos Arcos Público: 7,158 Árbitro: Rui Costa |  |

| 5 Nov 2017 11     | Sporting CP                  | 2–2       | Braga                    | Lisboa                                                                |  |
| 20:15 GMT (UTC+0) | - Dost 66' - Fernandes 90+5' | Relatório | - Sousa 85' - Danilo 89' | Estádio: Estádio José Alvalade Público: 42,884 Árbitro: Carlos Xistra |  |

| 26 Nov 2017 12    | Paços de Ferreira | 1–2       | Sporting CP                   | Paços de Ferreira                                                       |  |
| 18:00 GMT (UTC+0) | - Baixinho 90'    | Relatório | - Battaglia 20' - Martins 74' | Estádio: Estádio Capital do Móvel Público: 5,534 Árbitro: Tiago Martins |  |

| 1 Dez 2017 13     | Sporting CP       | 1–0       | Belenenses | Lisboa                                                               |  |
| 18:15 GMT (UTC+0) | - Dost 13' (pen.) | Relatório |            | Estádio: Estádio José Alvalade Público: 46,881 Árbitro: Nuno Almeida |  |

| 9 Dez 2017 14     | Boavista     | 1–3       | Sporting CP                      | Porto                                                          |  |
| 20:15 GMT (UTC+0) | - Mateus 65' | Relatório | - Coentrão 45+3' - Dost 63', 67' | Estádio: Estádio do Bessa Público: 8,271 Árbitro: Luis Godinho |  |

| 17 Dez 2017 15    | Sporting CP               | 2–0       | Portimonense | Lisboa                                                              |  |
| 18:00 GMT (UTC+0) | - Fernandes 9' - Dost 60' | Relatório |              | Estádio: Estádio José Alvalade Público: 43,797 Árbitro: João Capela |  |

| 3 Jan 2018 16     | Benfica     | 1–1       | Sporting CP   | Lisboa                                                       |  |
| 21:30 GMT (UTC+0) | - Jonas 90' | Relatório | - Martins 18' | Estádio: Estádio da Luz Público: 61,996 Árbitro: Hugo Miguel |  |

| 7 Jan 2018 17     | Sporting CP                                   | 5–0       | Marítimo | Lisboa                                                                |  |
| 18:00 GMT (UTC+0) | - Dost 20', 72', 78' - Ruiz 50' - Acuña 90+1' | Relatório |          | Estádio: Estádio José Alvalade Público: 41,754 Árbitro: Carlos Xistra |  |

| 14 Jan 2018 18    | Sporting CP          | 3–0       | Desportivo Das Aves | Lisboa                                                                |  |
| 20:15 GMT (UTC+0) | - Dost 31', 52', 90' | Relatório |                     | Estádio: Estádio José Alvalade Público: 41,950 Árbitro: João Pinheiro |  |

| 19 Jan 2018 19    | Vitória de Setúbal    | 1–1       | Sporting CP     | Setúbal                                                            |  |
| 19:00 GMT (UTC+0) | - Edinho 90+3' (pen.) | Relatório | - Fernandes 31' | Estádio: Estádio do Bonfim Público: 7,540 Árbitro: Fábio Veríssimo |  |

| 31 Jan 2018 20    | Sporting CP   | 1–0       | Vitória de Guimarães | Lisboa                                                               |  |
| 21:00 GMT (UTC+0) | - Mathieu 83' | Relatório |                      | Estádio: Estádio José Alvalade Público: 42,757 Árbitro: Luís Godinho |  |

| 4 Fev 2018 21     | Estoril                      | 2–0       | Sporting CP | Estoril                                                                      |  |
| 18:00 GMT (UTC+0) | - Kyriakou 27' - Ewandro 31' | Relatório |             | Estádio: Estádio António Coimbra da Mota Público: 6,258 Árbitro: Manuel Mota |  |

| 11 Fev 2018 22    | Sporting CP                 | 2–0       | Feirense | Lisboa                                                                |  |
| 18:00 GMT (UTC+0) | - William 79' - Montero 90' | Relatório |          | Estádio: Estádio José Alvalade Público: 41,978 Árbitro: Luís Ferreira |  |

| 19 Fev 2018 23        | Tondela       | 1–2       | Sporting CP               | Tondela                                                           |  |
| 20:00 GMT (UTC+00:00) | - Cardoso 13' | Relatório | - Dost 26' - Coates 90+8' | Estádio: Estádio João Cardoso Público: 4,885 Árbitro: João Capela |  |

| 26 Fev 2018 24        | Sporting CP     | 1–0       | Moreirense | Lisboa                                                                |  |
| 21:00 GMT (UTC+00:00) | - Martins 90+2' | Relatório |            | Estádio: Estádio José Alvalade Público: 38,920 Árbitro: Tiago Martins |  |

| 02 Mar 2018 25        | Porto                       | 2–1       | Sporting CP  | Porto                                                                 |  |
| 20:30 GMT (UTC+00:00) | - Marcano 29' - Brahimi 49' | Relatório | - Leão 45+1' | Estádio: Estádio do Dragão Público: 48,405 Árbitro: Artur Soares Dias |  |

| 12 Mar 2018 26        | Chaves          | 1–2       | Sporting CP     | Chaves                                                                   |  |
| 19:00 GMT (UTC+00:00) | - Platiny 90+1' | Relatório | - Dost 62', 86' | Estádio: Estádio Municipal de Chaves Público: 3,208 Árbitro: Hugo Miguel |  |

| 18 Mar 2018 27        | Sporting CP              | 2–0       | Rio Ave | Lisboa                                                            |  |
| 20:15 GMT (UTC+00:00) | - Martins 23' - Dost 83' | Relatório |         | Estádio: Estádio José Alvalade Público: 42,706 Árbitro: Rui Costa |  |

| 31 Mar 2018 28         | Braga     | 1–0       | Sporting CP | Braga                                                                     |  |
| 20:30 WEST (UTC+01:00) | Silva 87' | Relatório |             | Estádio: Estádio Municipal de Braga Público: 16,557 Árbitro: Luís Godinho |  |

| 8 Abr 2018 29          | Sporting CP           | 2–0       | Paços de Ferreira | Lisboa                                                                |  |
| 20:15 WEST (UTC+01:00) | - Dost 19' - Ruiz 65' | Relatório |                   | Estádio: Estádio José Alvalade Público: 40,868 Árbitro: Bruno Esteves |  |

| 15 Abr 2018 30         | Belenenses                                      | 3–4       | Sporting CP                                                 | Lisboa                                                           |  |
| 20:15 WEST (UTC+01:00) | - Yebda 6' (pen.) - Licá 66' - Fredy 66' (pen.) | Relatório | - Dost 13' - Martins 16' - Acuña 43' - Fernandes 80' (pen.) | Estádio: Estádio do Restelo Público: 5,167 Árbitro: Bruno Paixão |  |

| 22 Abr 2018 31         | Sporting CP       | 1–0       | Boavista | Lisboa                                                                  |  |
| 20:15 WEST (UTC+01:00) | - Dost 26' (pen.) | Relatório |          | Estádio: Estádio José Alvalade Público: 48,320 Árbitro: Fábio Veríssimo |  |

| 28 Abr 2018 32         | Portimonense   | 1–2       | Sporting CP          | Portimão                                                                       |  |
| 20:30 WEST (UTC+01:00) | - Fabrício 42' | Relatório | - Fernandes 23', 89' | Estádio: Estádio Municipal de Portimão Público: 5,724 Árbitro: Manuel Oliveira |  |

| 05 Mai 2018 33         | Sporting CP | 0–0       | Benfica | Lisboa                                                                |  |
| 20:30 WEST (UTC+01:00) |             | Relatório |         | Estádio: Estádio José Alvalade Público: 49,339 Árbitro: Carlos Xistra |  |

| 13 Mai 2018 34 | Marítimo | 2–1 | Sporting CP | Funchal                      |
|                |          |     |             | Estádio: Estádio do Marítimo |

### Taça da Liga

#### Fase de Grupos
| Pos | Equipe           | Pts | J | V | E | D | GP | GC | SG |            |
| --- | ---------------- | --- | - | - | - | - | -- | -- | -- | ---------- |
| 1   | Sporting CP      | 5   | 3 | 1 | 2 | 0 | 7  | 1  | +6 | Meia-Final |
| 2   | Marítimo         | 5   | 3 | 1 | 2 | 0 | 3  | 2  | +1 |            |
| 3   | Belenenses       | 3   | 3 | 0 | 3 | 0 | 2  | 2  | 0  |            |
| 4   | União da Madeira | 1   | 3 | 0 | 1 | 2 | 3  | 10 | −7 |            |

| 19 Set 2017 1      | Sporting CP | 0–0       | Marítimo | Lisboa                                                              |  |
| 20:15 WEST (UTC+1) |             | Relatório |          | Estádio: Estádio José Alvalade Público: 22,127 Árbitro: Manuel Mota |  |

| 20 Dez 2017 2      | Sporting CP                                                                | 6–0       | União da Madeira | Lisboa                                                              |  |
| 21:15 WEST (UTC+0) | - Doumbia 20', 61' - Mathieu 51' - Martins 67' - Coates 79' - Medeiros 81' | Relatório |                  | Estádio: Estádio José Alvalade Público: 8,713 Árbitro: Vasco Santos |  |

| 29 Dez 2017 3     | Belenenses         | 1–1 | Sporting CP | Lisboa                                                            |  |
| 19:15 GMT (UTC+0) | - Coates 76' (o.g) |     | - Acuña 74' | Estádio: Estádio do Restelo Público: 6,897 Árbitro: João Pinheiro |  |

#### Meia-final
| 24 Jan 2018       | Sporting CP | 0–0 (4–3 pen.) | Porto | Braga                                                                     |  |
| 20:45 GMT (UTC+0) |             | Relatório      |       | Estádio: Estádio Municipal de Braga Público: 26,536 Árbitro: Nuno Almeida |  |

#### Final
| 27 Jan 2018       | Vitória Setúbal      | 1–1 (4–5 pen.) | Sporting CP         | Braga                                                                  |  |
| 20:45 GMT (UTC+0) | Gonçalo Paciência 4' | Relatório      | Bas Dost 80' (pen.) | Estádio: Estádio Municipal de Braga Público: 24,137 Árbitro: Rui Costa |  |

### Liga dos Campeões da UEFA

#### Play-off
| 15 Ago 2017 1ª mão | Sporting CP | 0 – 0     | Steaua București | Lisboa, Portugal                                                               |  |
| 20:45 CEST (UTC+2) |             | Relatório |                  | Estádio: Estádio José Alvalade Público: 46,678 Árbitro: Felix Brych (Alemanha) |  |

| 23 Ago 2017 2ª mão | Steaua București  | 1 – 5 (1 – 5 agr.) | Sporting CP                                                                                       | Bucareste, Roménia                                                      |  |
| 20:45 CEST (UTC+2) | Júnior Morais 20' | Relatório          | Seydou Doumbia 13' · Marcos Acuña 60' · Gelson Martins 64' · Bas Dost 75' · Rodrigo Battaglia 88' | Estádio: Arena Națională Público: 49,220 Árbitro: Cüneyt Çakır (Turkey) |  |

#### Fase de Grupos
| Pos | Equipe     | Pts | J | V | E | D | GP | GC | SG | Classificado                     |  | BAR | JUV | SPO | OLY |
| --- | ---------- | --- | - | - | - | - | -- | -- | -- | -------------------------------- |  | --- | --- | --- | --- |
| 1   | Barcelona  | 14  | 6 | 4 | 2 | 0 | 9  | 1  | +8 | Classificado às oitavas de final |  | —   | 3–0 | 2–0 | 3–1 |
| 2   | Juventus   | 11  | 6 | 3 | 2 | 1 | 7  | 5  | +2 | Classificado às oitavas de final |  | 0–0 | —   | 2–1 | 2–0 |
| 3   | Sporting   | 7   | 6 | 2 | 1 | 3 | 8  | 9  | −1 | Transferido para Liga Europa     |  | 0–1 | 1–1 | —   | 3–1 |
| 4   | Olympiacos | 1   | 6 | 0 | 1 | 5 | 4  | 13 | −9 | Eliminado                        |  | 0–0 | 0–2 | 2–3 | —   |

## Estatísticas

### Estatísticas gerais
Atualizado em 16 de março de 2021.
| Competição        | J  | V  | E  | D  | GM     | GS | SG  | Vitórias % |
| ----------------- | -- | -- | -- | -- | ------ | -- | --- | ---------- |
| Primeira Liga     | 34 | 24 | 6  | 4  | 63     | 24 | +39 | 70,58      |
| Taça de Portugal  | 7  | 5  | 0  | 2  | 14     | 6  | +8  | 71,42      |
| Taça da Liga      | 5  | 1  | 4  | 0  | 8      | 2  | +6  | 20         |
| Liga dos Campeões | 8  | 3  | 2  | 3  | 13     | 10 | +3  | 37,50      |
| Liga Europa       | 6  | 3  | 1  | 2  | 10     | 8  | +2  | 50         |
| Total             | 60 | 36 | 13 | 11 | 108-50 | 6  | +15 | 60         |

### Aparências e golos
Atualizado em 27 de agosto de 2017.
| No. | Pos. | Nat.               | Player            | Primeira Liga | Primeira Liga | Primeira Liga | Taça de Portugal | Taça de Portugal | Taça de Portugal | Taça da Liga | Taça da Liga | Taça da Liga | Liga dos Campeões | Liga dos Campeões | Liga dos Campeões | Total | Total | Total |   |    |   |   |
| --- | ---- | ------------------ | ----------------- | ------------- | ------------- | ------------- | ---------------- | ---------------- | ---------------- | ------------ | ------------ | ------------ | ----------------- | ----------------- | ----------------- | ----- | ----- | ----- | - | -- | - | - |
| No. | Pos. | Nat.               | Player            | 1             | GR            | Portugal      | Rui Patrício     | 5                | 0                | 0            | 0            | 0            | 0                 | 0                 | 0                 | 0     | 2     | 0     | 0 | 56 | 0 | 0 |
| 3   | L    | Argentina          | Jonathan Silva    | 2             | 2             | 0             | 0                | 0                | 0                | 0            | 0            | 0            | 0                 | 0                 | 0                 | 2     | 2     | 0     |   |    |   |   |
| 4   | C    | Uruguai            | Sebastián Coates  | 5             | 0             | 1             | 0                | 0                | 0                | 0            | 0            | 0            | 2                 | 0                 | 0                 | 54    | 0     | 5     |   |    |   |   |
| 5   | L    | Portugal           | Fábio Coentrão    | 3             | 0             | 0             | 0                | 0                | 0                | 0            | 0            | 0            | 2                 | 0                 | 0                 | 5     | 0     | 0     |   |    |   |   |
| 6   | C    | Portugal           | André Pinto       | 0             | 1             | 0             | 0                | 0                | 0                | 0            | 0            | 0            | 0                 | 0                 | 0                 | 0     | 1     | 0     |   |    |   |   |
| 8   | M    | Portugal           | Bruno Fernandes   | 4             | 1             | 4             | 0                | 0                | 0                | 0            | 0            | 0            | 1                 | 1                 | 0                 | 5     | 2     | 4     |   |    |   |   |
| 9   | M    | Argentina          | Marcos Acuña      | 5             | 0             | 0             | 0                | 0                | 0                | 0            | 0            | 0            | 2                 | 0                 | 1                 | 54    | 0     | 1     |   |    |   |   |
| 10  | A    | Argentina          | Alan Ruiz         | 1             | 1             | 0             | 0                | 0                | 0                | 0            | 0            | 0            | 0                 | 0                 | 0                 | 1     | 1     | 0     |   |    |   |   |
| 11  | M    | Brasil             | Bruno César       | 0             | 2             | 0             | 0                | 0                | 0                | 0            | 0            | 0            | 0                 | 1                 | 0                 | 0     | 3     | 0     |   |    |   |   |
| 13  | L    | Macedónia do Norte | Stefan Ristovski  | 0             | 0             | 0             | 0                | 0                | 0                | 0            | 0            | 0            | 0                 | 0                 | 0                 | 0     | 0     | 0     |   |    |   |   |
| 14  | T    | Portugal           | William Carvalho  | 2             | 0             | 0             | 0                | 0                | 0                | 0            | 0            | 0            | 0                 | 0                 | 0                 | 2     | 0     | 0     |   |    |   |   |
| 16  | T    | Argentina          | Rodrigo Battaglia | 4             | 1             | 0             | 0                | 0                | 0                | 0            | 0            | 0            | 2                 | 0                 | 1                 | 6     | 1     | 1     |   |    |   |   |
| 17  | A    | Portugal           | Daniel Podence    | 1             | 1             | 0             | 0                | 0                | 0                | 0            | 0            | 0            | 1                 | 0                 | 0                 | 2     | 1     | 0     |   |    |   |   |
| 18  | GR   | França             | Romain Salin      | 0             | 0             | 0             | 0                | 0                | 0                | 0            | 0            | 0            | 0                 | 0                 | 0                 | 4     | 0     | 0     |   |    |   |   |
| 21  | M    | Brasil             | Mattheus Oliveira | 0             | 0             | 0             | 0                | 0                | 0                | 0            | 0            | 0            | 0                 | 0                 | 0                 | 0     | 0     | 0     |   |    |   |   |
| 22  | C    | França             | Jérémy Mathieu    | 5             | 0             | 0             | 0                | 0                | 0                | 0            | 0            | 0            | 2                 | 0                 | 0                 | 7     | 0     | 0     |   |    |   |   |
| 23  | M    | Portugal           | Adrien Silva      | 3             | 0             | 1             | 0                | 0                | 0                | 0            | 0            | 0            | 2                 | 0                 | 0                 | 5     | 0     | 1     |   |    |   |   |
| 23  | T    | Sérvia             | Radosav Petrovic  | 0             | 1             | 0             | 0                | 0                | 0                | 0            | 0            | 0            | 0                 | 1                 | 0                 | 0     | 2     | 0     |   |    |   |   |
| 24  | GR   | Eslovénia          | Ažbe Jug          | 0             | 0             | 0             | 0                | 0                | 0                | 0            | 0            | 0            | 0                 | 0                 | 0                 | 0     | 0     | 0     |   |    |   |   |
| 28  | A    | Países Baixos      | Bas Dost          | 5             | 0             | 4             | 0                | 0                | 0                | 0            | 0            | 0            | 1                 | 1                 | 1                 | 6     | 1     | 5     |   |    |   |   |
| 45  | M    | Portugal           | Iuri Medeiros     | 0             | 3             | 0             | 0                | 0                | 0                | 0            | 0            | 0            | 0                 | 1                 | 0                 | 0     | 4     | 0     |   |    |   |   |
| 55  | C    | Portugal           | Tobias Figueiredo | 0             | 0             | 0             | 0                | 0                | 0                | 0            | 0            | 0            | 1                 | 0                 | 0                 | 0     | 0     | 0     |   |    |   |   |
| 57  | A    | Angola             | Gelson Dala       | 0             | 0             | 0             | 0                | 0                | 0                | 0            | 0            | 0            | 0                 | 0                 | 0                 | 0     | 0     | 0     |   |    |   |   |
| 66  | T    | Portugal           | João Palhinha     | 0             | 0             | 0             | 0                | 0                | 0                | 0            | 0            | 0            | 0                 | 0                 | 0                 | 0     | 0     | 0     |   |    |   |   |
| 77  | A    | Portugal           | Gelson Martins    | 5             | 0             | 3             | 0                | 0                | 0                | 0            | 0            | 0            | 2                 | 0                 | 1                 | 7     | 0     | 4     |   |    |   |   |
| 88  | A    | Costa do Marfim    | Seydou Doumbia    | 0             | 2             | 0             | 0                | 0                | 0                | 0            | 0            | 0            | 1                 | 1                 | 1                 | 1     | 3     | 1     |   |    |   |   |
| 92  | L    | Itália             | Cristiano Piccini | 5             | 0             | 0             | 0                | 0                | 0                | 0            | 0            | 0            | 2                 | 0                 | 0                 | 7     | 0     | 0     |   |    |   |   |

### Jogos sem sofrer golos
Atualizado em 27 de agosto de 2017.
| N.    | Jogador      | Primeira Liga | Taça de Portugal | Taça da Liga | Liga dos Campeões | Total |
| ----- | ------------ | ------------- | ---------------- | ------------ | ----------------- | ----- |
| 1     | Rui Patrício | 3             | -                | -            | 1                 | 4     |
| Total | Total        | 3             |                  |              | 1                 | 4     |

## Ligações Externas
- Site oficial do Sporting Clube de Portugal